# Zaube
Zaube est un village de Lettonie dans la région de Vidzeme. IL dépend administrativement de la municipalité d'Amata. Il est situé à 80 km de Riga sur les rives de Dzirnavupe. Non loin passe la route régionale P26 (Augšlīgatne-Skrīveri).
Le village comptait 430 habitants en 2007.
L'agglomération s'est développée autour de l'ancien domaine Jürgensburg qui lui a donné son nom. Puis, en 1926, on l'a renommée Zaube. En 1926, on lui a attribué le statut de localité d'habitation dense (en letton: biezi apdzīvota vieta) selon les critères d'appellation d'avant guerre en Lettonie - la catégorie qui à partir de 1936 était officiellement renommé en village.
Le village compte une école primaire, une maison de la culture, une bibliothèque, l'église orthodoxe de Saint Nicolas et une église évangélique luthérienne construite en 1854.